# Espadrilles

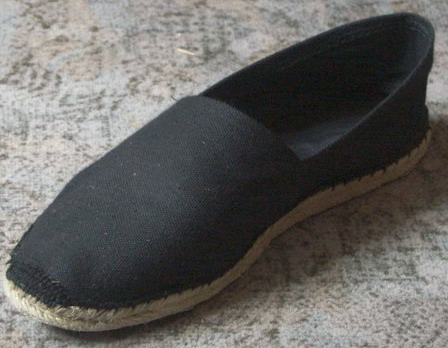
Espadrilles

Espadrilles, in ihrer ursprünglich spanischen Heimat auf Katalanisch Espardenyes genannt, sind leichte Sommerschlupfschuhe, deren verschlussloser Schaft aus Baumwolle oder Leinen und deren Sohle aus geknüpften Pflanzenfasern (Flachs, Hanf) besteht.

## Geschichte
Dieses Schuhmodell wurde ursprünglich vor allem in Spanien und Südfrankreich hergestellt und getragen. Das Wort Espadrilles kommt aus dem Provenzalischen (Okzitanisch). Vermutlich ist es auf das ursprünglich für die Sohle verwendete Espartogras (Steppengras, Espart auf Katalanisch) zurückzuführen. In seiner ursprünglich spanischen Heimat (man vermutet den Ursprung des Schuhs auf Mallorca) werden diese Schuhmodelle dementsprechend auf Katalanisch Espardenyes genannt.

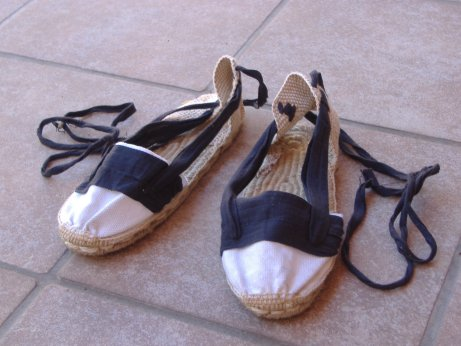
Traditionelle Espardenyes aus Katalonien

Inzwischen handelt es sich um ein allgemein bekanntes Sommerschuhmodell, das in vielen Schaftfarben erhältlich ist und gelegentlich auch Espandrillos genannt wird. Espadrilles kamen als Sommersaisonartikel in den 1980er Jahren in den deutschsprachigen Ländern in Mode und wurden vor allem von jungen Leuten getragen. Schon im gleichen Jahrzehnt führten Billigimporte aus dem asiatischen Raum zu einem harten Konkurrenzkampf mit den ursprünglichen europäischen Herstellern, was zu einem teils dramatischen Preisverfall führte.

## Eigenschaften

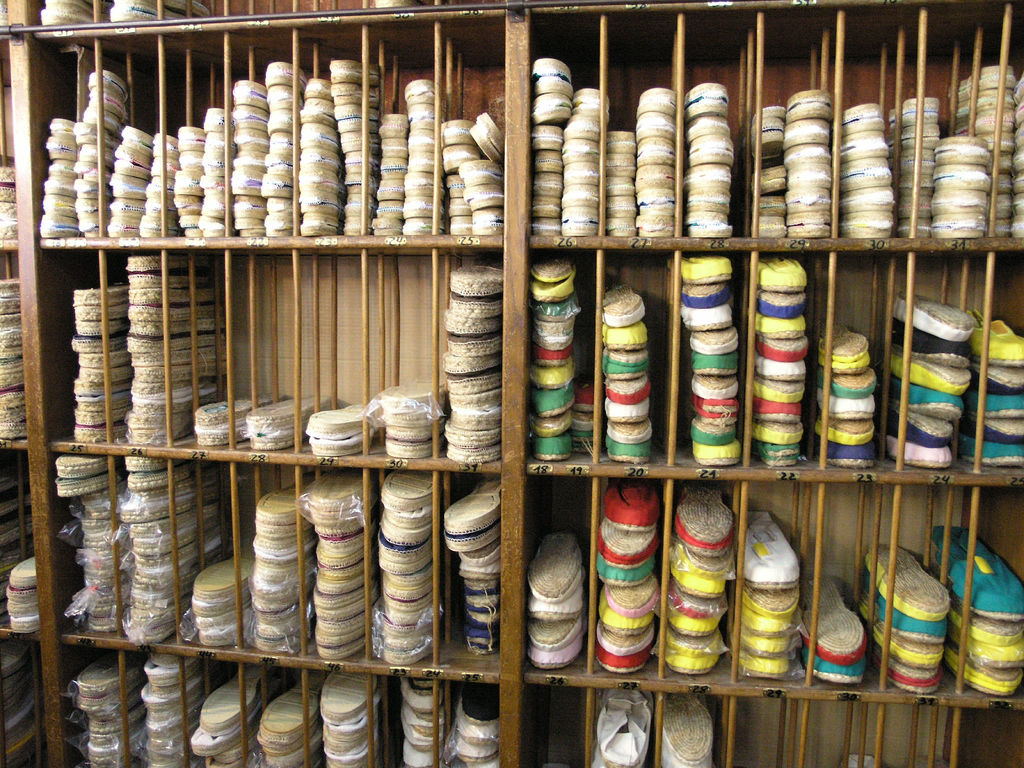
Ein Regal voller paarweise zusammengelegter Espadrilles

Espadrilles sind barfuß zu tragende Schuhe für beide Geschlechter sowie Kinder. Sie widerstehen als ausgesprochene „Sommerschuhe“ keinen feuchten Umgebungsbedingungen. Eine Verbesserung der Widerstandsfähigkeit gegen feuchte Untergründe brachte ein ganz oder zumindest teilweiser Überzug der Lauffläche der Hanfsohle mit einer dünnen Lage Gummi. Allerdings beginnt sich diese, bedingt durch die ständige Biegebelastung und die schwierige Befestigung an den groben Pflanzenfasern der Hauptsohle, nach kurzer Zeit partiell zu lösen und reißt dann über kurz oder lang ab.
Sie sind aufgrund der luftdurchlässigen und saugfähigen Materialien sehr atmungsaktiv. Darüber hinaus sind sie auch sehr leicht, bieten aber dem Fuß kaum Halt, keine Stütze und nur minimale Dämpfung. Aufgrund ihres einfachen Aufbaus (der Naturgewebeschaft wird mit einer sehr groben Überwendlichnaht an die Sohle genäht) sind diese Schuhe niedrigpreisige Produkte. Da der hintere Schaftteil sich einfach nach innen auf die Sohle umklappen lässt, werden Espadrilles auch als pantoffelähnliche Schlupfschuhe verwendet.

## Varianten
Bekannte Designerlabels und beliebte Markenhersteller brachten Espadrilles-ähnliche Modelle mit Aufdrucken in Markenfarben (so beispielsweise bei Tommy Hilfiger) oder mit einem Lederschaft zu entsprechend höheren Preisen auf den Markt. Der bekannteste Hersteller für Lederespadrillen, die dem klassischen Original am nächsten sind, ist das in Alicante fertigende Label Lika Mimika.
In der Sommerkollektion namhafter Modelabels (Hermès, Ungaro, Marc Jacobs, Louis Vuitton) fanden sich 2005 zum Thema „Riviera-High-Society-Shoe“ oder „Dolce-Vita-Espadrilles“ zahlreiche Leinenschuhe als Damenmodelle mit Keilabsatz. Nicht nur die Einführung des Absatzes, sondern auch eine zusätzliche Schnürung an diesen Damensommerschuhen lassen zwar noch den Modellursprung erahnen, doch sind diese Schuhe nicht mehr den Espadrilles zuzurechnen.

## Die Schuhe im Volkslied und in der Volkskunst
Im Volkslied und der Volkskunst der katalanischsprechenden Regionen spielen Espardenyes eine bedeutende Rolle. Beispielhaft für ersteres steht das valencianische Volkslied Albaes ‚Morgenständchen‘. Hier handelt eine Strophe speziell von den Espardenyes:
| Strophe | Katalanisch (Valenzianisch)                                                                                             | Deutsch |
| ------- | --- | --- |
| 1       | A la vora del riu, mare, m'he deixat les espardenyes. (2×) Mare, no li ho diga al pare que jo tornaré a per elles. (2×) | Mutter, am Ufer des Flusses habe ich meine Espardenyes stehen gelassen. Mutter, sag dies nicht dem Vater! Denn ich gehe zurück, sie zu holen. |

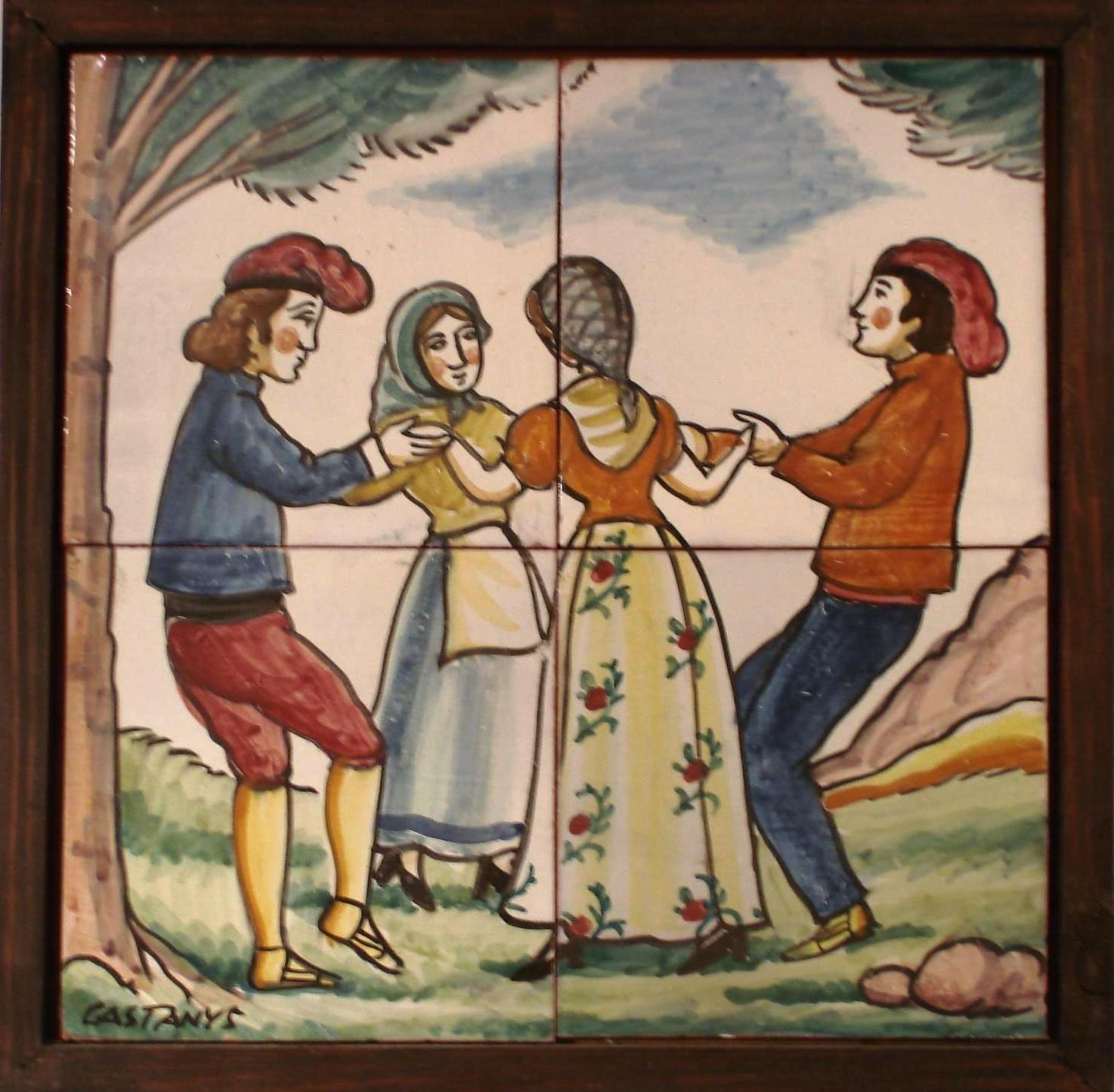
Sardana-Tänzer in traditioneller katalanischer Bauerntracht

Interpretiert man diese Strophe aus dem gesamten Kontext des Liedes heraus (der Mond beneidet das Mädchen um seine Liebe etc.), stehen die verlorenen Espardenyes symbolisch für die Unschuld des Mädchens, die es an dem im Lied genannten Fluss wohl verloren hat.
Die Espardenyes sind klassischerweise ein Element der bäuerlichen katalanischen Volkstracht. Dies belegt auch nebenstehende idealtypische Kunstkeramik mit einem Sardana-Motiv. Zwei junge Paare tanzen in katalanischer Bauerntracht die Sardana. Die Männer tragen als Schuhwerk Espardenyes. Die stark ausgeprägte Verbreitung der Espardenyes in der katalanischen bäuerlichen Volkskultur (Volkslied, Volkstanz, Volkskunst) legt eine Entstehung dieses Schuhtypes im bäuerlichen Umfeld der katalanischen Länder (Katalonien, Valencia und den Balearen) nahe.

## Trivia
- Sophia Loren trug ebenso wie Grace Kelly in zahlreichen Filmen der 1950er Jahre Espadrilles. Annette Bening spazierte darin durch die Landschaft der Fidschi-Inseln im Film Perfect Love Affair.
- In der Serie Miami Vice, gedreht von 1984 bis 1989, trugen die Protagonisten Sonny Crockett, dargestellt von Don Johnson, und Rico Tubbs, dargestellt von Philip Michael Thomas, häufig Espadrilles.
- Die Comicfigur Gaston des Zeichners André Franquin trägt blaue Espadrilles zu roten Socken.